# Ikitie
Pour plus de détails, voir Fiche technique et Distribution.
Ikitie est un film réalisé par Antti-Jussi Annila, sorti en 2017.

## Fiche technique
- Titre français : Ikitie
- Réalisation : Antti-Jussi Annila
- Scénario : Antti-Jussi Annila, Tom Abrams, Aku Louhimies et Antti Tuuri d'après son roman
- Photographie : Rauno Ronkainen
- Musique : Kalle Gustafsson Jerneholm et Ian Person
- Pays d'origine : Finlande - Suède - Estonie
- Format : Couleurs - 2,35:1
- Genre : drame
- Date de sortie : 2017

## Distribution
- Tommi Korpela : Jussi Ketola
- Sidse Babett Knudsen : Sara
- Hannu-Pekka Björkman : Kallonen
- Irina Björklund : Sofia
- Sampo Sarkola : Strang
- Ville Virtanen : John Hill
- Jonna Järnefelt : Ella
- Lembit Ulfsak : Novikov